# Francis Hutcheson
Francis Hutcheson (ur. 8 sierpnia 1694 w Saintfield, w Irlandii, zm. 8 sierpnia 1746 w Glasgow) – szkocko-irlandzki filozof, przedstawiciel szkockiego oświecenia. Jego najważniejsze prace dotyczyły etyki. Uznaje się go za przedstawiciela moralnego sentymentalizmu i wczesnego utylitaryzmu.

## Życiorys
Hutcheson urodził się w Irlandii w rodzinie szkockiego prezbiteriańskiego pastora. Studiował na uniwersytecie w Glasgow (1710-1716), a w 1716 otrzymał prawo do odprawiania nabożeństw w obrządku prezbiteriańskim. Irlandzkie pochodzenie przekreśliło jego szanse na zawodowe nauczanie religii na terenie Szkocji, wrócił więc do Irlandii i założył prywatną uczelnię (Akademię), gdzie w latach 1719–1729 prowadził wykłady. W 1729 powrócił do Szkocji, obejmując na uniwersytecie w Glasgow katedrę filozofii moralnej. Na tej uczelni pracował aż do śmierci w 1746.

## Filozofia
Najważniejszy wkład Hutchesona dotyczył etyki. Jego dzieła obejmowały również filozofię polityczną, psychologię filozoficzną, logikę i estetykę. Jego pisma miały duży wpływ na innych filozofów szkockiego oświecenia, w szczególności Adama Smitha i Davida Hume'a. Miały też duże znaczenie dla rozwoju utylitaryzmu i angielskiej filozofii moralnej. 
Filozofia moralna Hutchesona wyrastała z sentymentalizmu Shaftesbury'ego, którego bronił przed krytyką Bernarda Mandeville’a. Odpierając zarzuty Mandeville'a Hutcheson (w An Inquiry into the Original of our Ideas of Beauty and Virtue, 1725) twierdził, że cnoty nie wolno zastępować przyjemnością. Zdaniem Hutchesona dobre jest to, co przynosi pożytek innym ludziom lub Bogu. Dobro takie odróżnia się od tego, co jest dobre z natury, a co jest właśnie przyjemnością. Koncepcja Hutchesona odróżniała się więc zarówno od etyk ujmujących dobro w sposób abstrakcyjny (racjonalizm etyczny Johna Balguya, Samuela Clarka i  Williama Wollastona, jak i etyk sprowadzających dobro do egoistycznie pojmowanej przyjemności i unikania cierpienia  (np. Thomas Hobbes) czy też do interesu własnego (Mandeville).   
Według Hutchesona, cnota co prawda często łączy się z przyjemnością, lecz nie skazuje nas to bynajmniej na przyjęcie tezy twierdzącej, że wszystkie nasze odruchy są motywowane egoizmem . 
Hutcheson wypracowuje własne pojęcie zmysłu moralnego (moral sense), wrodzonej władzy poznawczej, pozwalającej określać co jest dobre. Z tego powodu jego koncepcja określana jest jako sentymentalizm moralny
Życie społeczne opiera się nie na dbaniu o własny interes, ale na wzajemnej życzliwości. Człowiek nie jest atomem, lecz częścią społeczeństwa Dzięki zmysłowi moralnemu i życzliwości, jednostki łączą się ze sobą, a ich interesy mogą być harmonizowane
Hutcheson miał duży wpływ na powstanie utylitaryzmu, chociaż jego własna koncepcja moralna jest w wielu miejscach odmienna od tego nurtu, skłaniając się także ku etyce cnót. Jedną z istotnych kwestii którą się zajmował jest relacja pomiędzy cnotą a użytecznością. To on jako pierwszy sformułował ważną dla utylitaryzmu tezę, że: to działanie jest najlepsze, które powoduje największą szczęśliwość największej liczby ludzi; i odwrotnie, to jest najgorsze, które pociąga największe nieszczęście.. 
Cnota i występek pojawiają się przed uczuciami przyjemności lub cierpienia – to cnota daje przyjemność a nie przyjemność tworzy cnotę. Czynienie dobra jest dla człowieka rzeczą naturalną, nie tylko wobec siebie, ale i wobec innych – maksymalizacja szczęścia innych jest więc przykazaniem naturalnym i staje się moralną podstawą utylitaryzmu . Od późniejszego utylitaryzmu Benthama czy Sidgwicka różni się jednak kilkoma istotnymi elementami. Działania nie są dobre lub złe w absolutnym znaczeniu, lecz różnym stopniu. Po drugie kładzie on duży nacisk na motywacje działającego podmiotu. Działania motywowane życzliwością i takie motywowane egoistycznie będą odmiennie oceniane moralnie. Hutcheson uznaje również, że konsekwencje czynu mają znaczenie dla jego oceny moralnej jedynie wówczas, gdy kierowane są właściwą motywacją i były przewidziane (w odróżnieniu od większości etyk utylitarystycznych, które są ściśle konsekwencjalistyczne). 

## Dzieła (wybór)
- Inquiry into the Origins of our Ideas of Beauty and Virtue, in Two Treatises, 1725.
- Reflections upon Laughter, 1725-6, Dublin Journal
- Remarks upon the Fable of the Bees, 1726, Dublin Journal
- Essay on the Nature and Conduct of the Passions and Affections, with Illustrations of the Moral Sense, 1728.
- Letters between the late Mr. G. Burnet and Mr. Hutcheson, 1728, London Journal
- Hutchesoni Oratio Inauguralis, 1730
- Considerations on Patronage Addressed to the Gentlemen of Scotland, 1735
- Metaphysicae Synopsis Ontologiam et Pneumatologiam complectens, 1742
- Philosophae Moralis Institutio Compendiaria, Ethices et Jurisprudentiae Naturalis Elementa continens, Libri III, 1742. (Transl. 1747 as A Short Introduction to Moral Philosophy in Three Books, containing the Elements of Ethics and the Law of Nature, Vol. 1, Vol. 2)
- A System of Moral Philosophy in Three Books, written by the late Frances Hutcheson, LL.D., Professor of Moral philosophy in the University of Glasgow, Vol. 1, Vol. 2, 1755.
- Logicae Compendium & c., 1756 (transl. 1971)